# 2021年歐洲聯盟理事會主席國斯洛維尼亞

 2021年歐洲聯盟理事會主席國斯洛維尼亞是指在2021年7月1日至12月31日期間，斯洛維尼亞接替葡萄牙擔任歐洲聯盟理事會主席國，這也是其第二次擔任歐洲聯盟理事會主席國（第一次為2008年1月1日至6月30日）。